# IC 593
IC 593 ist eine Galaxie vom Hubble-Typ Sbc im Sternbild Sextant südlich der Himmelsäquators. Sie ist schätzungsweise 265 Millionen Lichtjahre von der Milchstraße entfernt und hat einen Durchmesser von etwa 55.000 Lichtjahren.
Im selben Himmelsareal befindet sich u. a. die Galaxie IC 592.
Die Typ-II-Supernova PSST 15ckj wurde hier beobachtet.
Das Objekt wurde am 21. März 1893 vom französischen Astronomen Stéphane Javelle entdeckt.